# 堪萨斯城屠杀

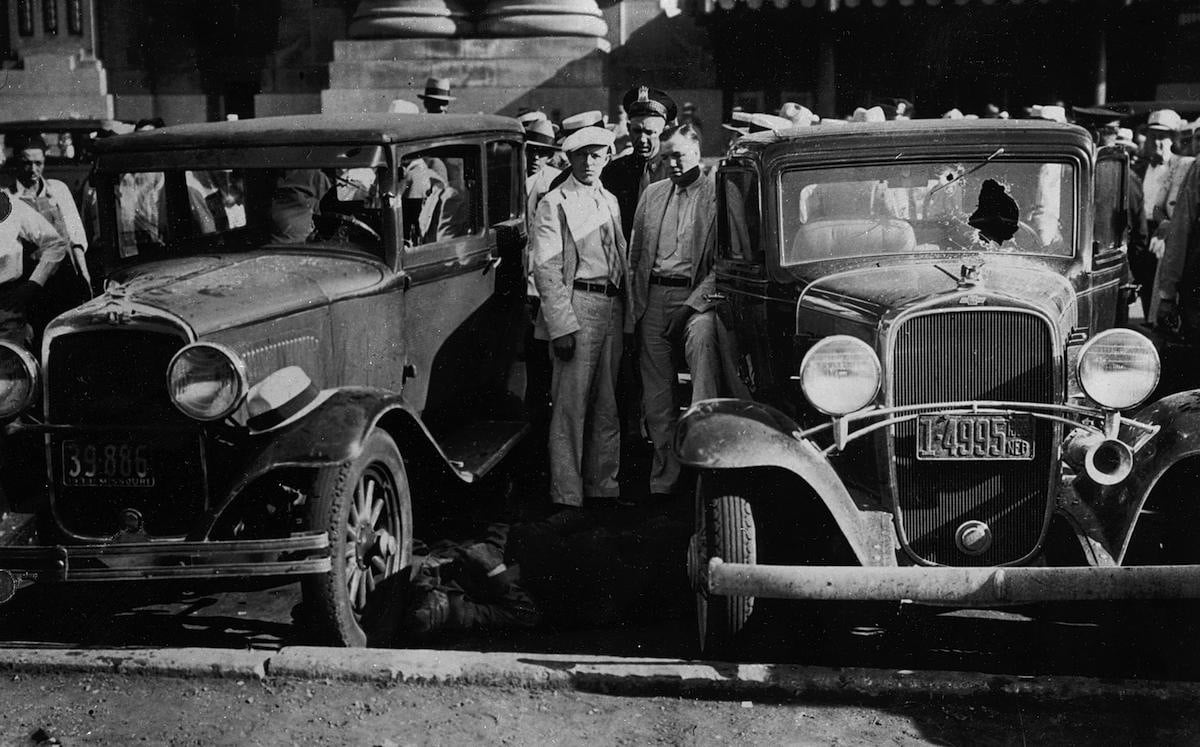
堪萨斯城屠杀

堪萨斯城屠杀是指1933年6月17日上午，帮派成员在美國密苏里州堪薩斯城的堪薩斯城聯合車站与警方爆发的枪战。此次槍戰最终导致4名警员和一名罪犯死亡。以维农·C.米勒（Vernon C. Miller）为首的帮派企图营救被捕成员弗兰克·纳什（Frank Nash），因而导致了此次槍戰的爆發。当时，纳什正被数名警员押运至堪萨斯州莱文沃思联邦监狱（United States Penitentiary, Leavenworth），他在三年前就是从这里越狱的。
联邦调查局后认定查尔斯·“漂亮男孩”·弗洛伊德是参与了此次血案的帮派成员之一，但也有一些证据表明弗洛伊德并未参与此事。